# Distrito Arqueológico Misiones y Presidio San Xavier
El Distrito arqueológico Misiones y Presidio San Xavier es un sitio histórico registrado en Estados Unidos situado en el Condado de Milam, en Texas en EE. UU..
Lo componen los sitios arqueológicos del presidio San Francisco Xavier de Gigedo y de las misiones San Francisco Xavier de Los Dolores, Nuestra Señora de la Candelaria y San Ildefonso, situados junto al río San Gabriel.

## Historia

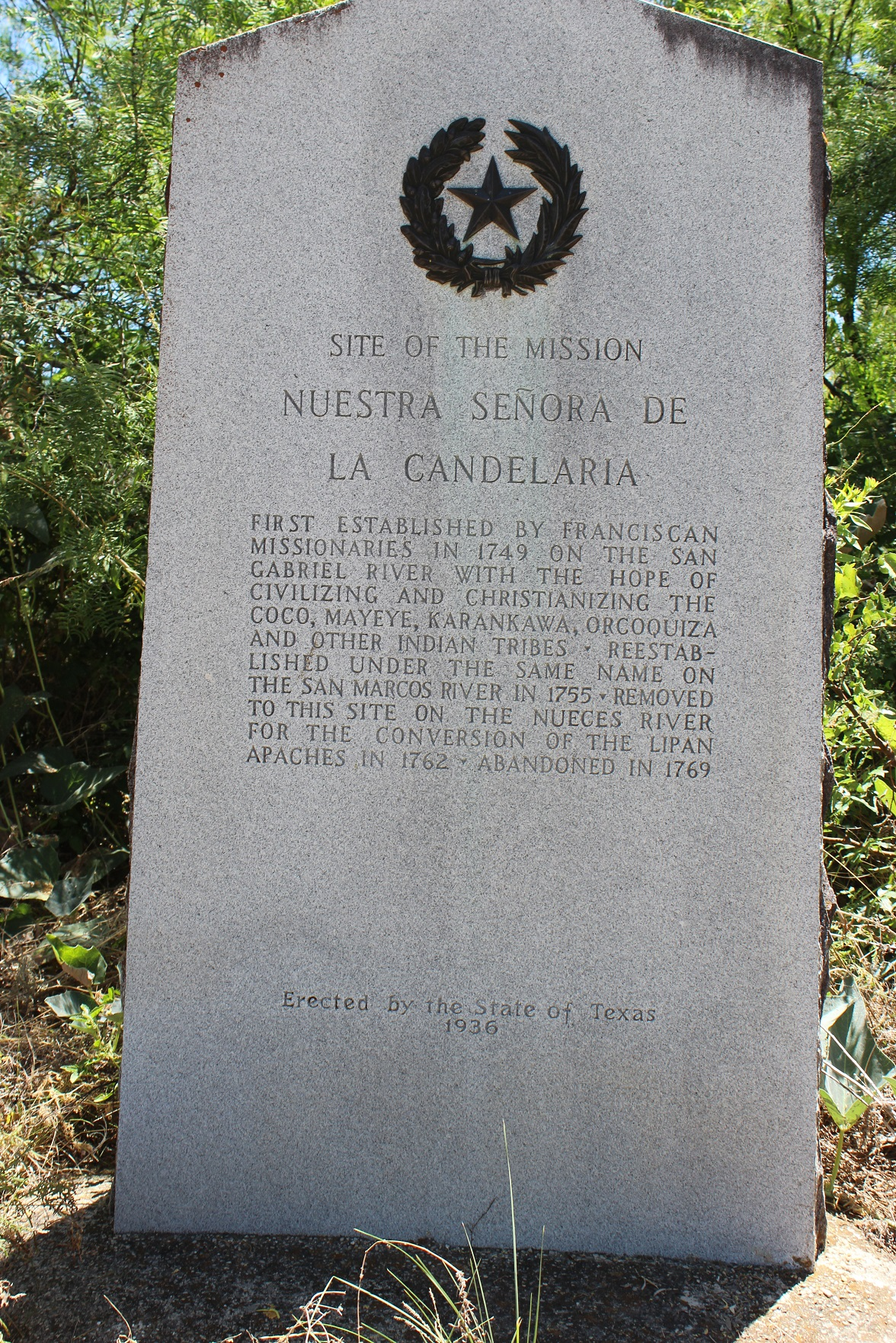
Marcador de la Misión Candelaria en el condado de Montell, que reseña la fundación de la misión en el río San Gabriel.

El establecimiento de las misiones surgió de las buenas relaciones con los yojunes, deadoses, mayeye, yerbiapime,  orocquisac y bidais desde 1745. Las misiones fueron propiciadas por el Colegio de la Santa Cruz de Querétaro. La misión San Francisco Xavier de Los Dolores fue fundada en 1747, Nuestra Señora de la Candelaria en 1749 y San Ildefonso en 1748. Las dificultades del aprovisionamiento se resolvían con el comercio con los indios y productos de contrabando desde la vecina Luisiana francesa. En 1750 la viruela supuso la marcha de un gran número de indígenas, que no regresaron al estar inmersos en campañas contra los apaches.
Las tres misiones contaban con la protección de partidas temporales de soldados mandadas desde los presidios de Los Adaes, San Antonio o La Bahía. Sin embargo, ante la amenaza de los Lipanes apache, el Colegio solicitó una guarnición permanente para las necesidades de las tres misiones. El presidio de San Francisco Xavier de Gigedo fue establecido en honor del virrey, I conde Revilla Gigedo, en 1751 para dar cobertura a las misiones de San Xavier. Su primer capitán fue Felipe de Rábago y Terán. Las disputas de poder entre los militares del presidio y los misioneros sobre dieron lugar a la excomunión de toda la tropa en 1752. Ante la muerte de uno de los padres, De Rábago fue destinado al Presidio Santa Rosa del Sacramento en Monclova mientras se investigaba lo sucedido. En 1753 los bidais solicitaron regresar pero no pudieron ser acogidos por falta de suministros en las misiones.
En 1755, ante las adversas condiciones ocasionadas por las enfermedades y la inundación del río San Gabriel, se dio orden de evacuación de las misiones. Los vecinos y la dotación militar fueron trasladados al río San Miguel y después a la misión de San Sabá. La guarnición militar sería destinada a la fundación del presidio de San Sabá (condado de Menard) en 1757.
Durante su estancia en Monclova, De Rábago tomó conciencia de la necesaria evangelización de los indígenas, propiciando la fundación de las misiones Candelaria del Cañón y San Lorenzo en 1762.
Los terrenos se encuentran en una propiedad privada desde finales del siglo XIX.

## Descripción
En 1936 el sistema de riego fue desmontado y sus piedras reutilizadas en la escuela de San Garbiel.El complejo se encuentra en una propiedad privada, estando abierto al público el Apache Pass, paso histórico sobre el río San Gabriel que pertenece al Camino Real de Los Tejas. Fue inscrito en el registro de lugares históricos en 1973. Existen marcadores señalando un lugar simbólico de la ubicación del patrimonio histórico que conforman las misiones y el presidio.